# دریاچه‌های دره‌کافتی

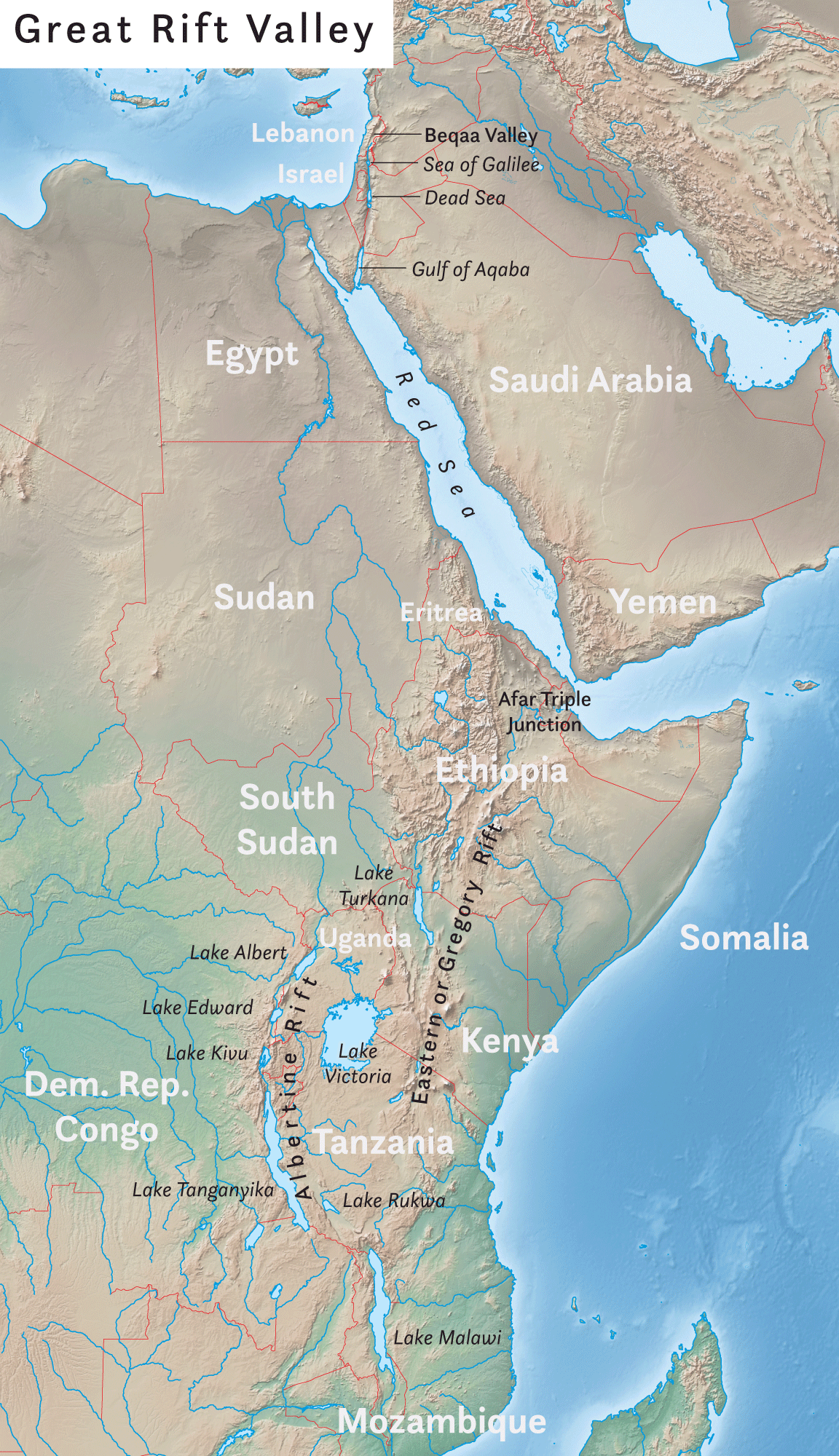
نقشه منطقه بزرگتری که دریاچه‌ها در آن قرار دارند، از جمله دره بزرگ ریفت.

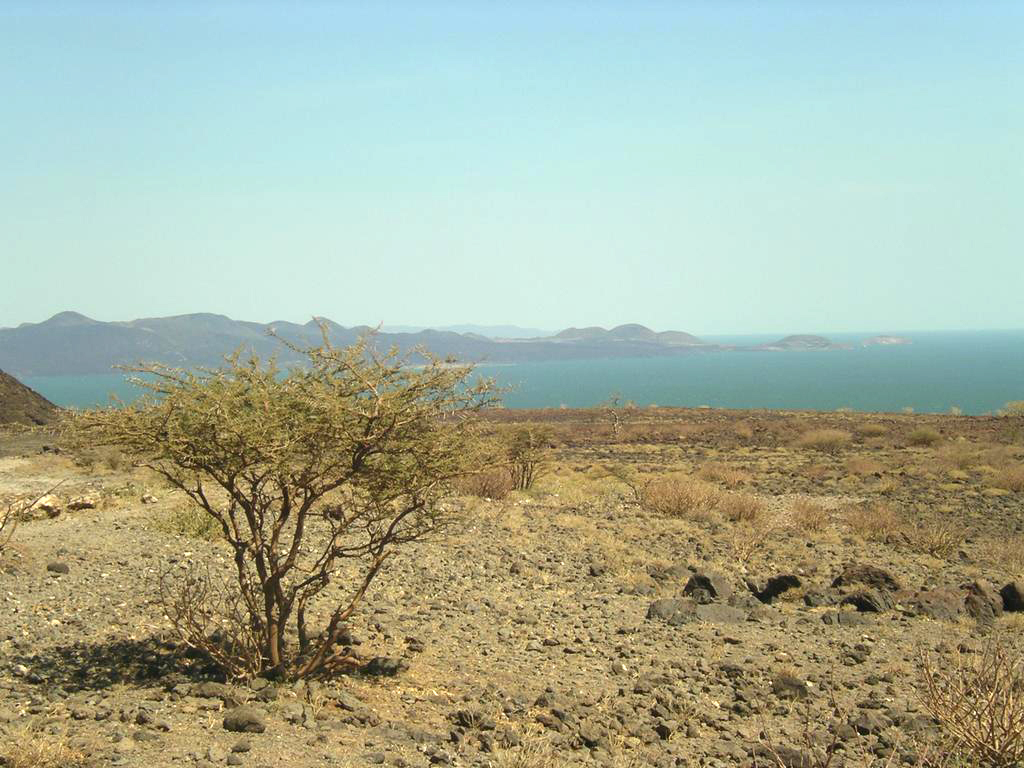
نمایی از دریاچه تورکانا

دریاچه‌های دره کافتی (گسلی) (به انگلیسی: Rift Valley lakes) مجموعه‌ای از دریاچه‌ها در دره گسل شرق آفریقا هستند که از شرق آفریقا از اتیوپی در شمال تا مالاوی در جنوب می‌گذرد و دریاچه‌های بزرگ آفریقا در جنوب را شامل می‌شود. اینها شامل برخی از قدیمی‌ترین دریاچه‌های جهان، عمیق‌ترین دریاچه‌ها، بزرگترین دریاچه‌ها از نظر مساحت و بزرگترین دریاچه‌ها از نظر حجم می‌شوند. بسیاری از آنها زیست‌بوم آب شیرین با تنوع زیستی فراوان هستند، در حالی که برخی دیگر «دریاچه‌های قلیایی» هستند که ارگانیسم‌های بسیار خاصی در آنها زندگی می‌کنند.
دریاچه‌های دره گسلی به دلیل تکامل حداقل ۸۰۰ گونه ماهی سیچلاید که در آب‌های آنها زندگی می‌کنند، به خوبی شناخته شده‌اند و انتظار می‌رود در آینده گونه‌های بیشتری کشف شود.
صندوق جهانی طبیعت این دریاچه‌ها را به عنوان یکی از ۲۰۰ منطقه زیست‌محیطی دارای اولویت جهانی برای حفاظت تعیین کرده‌است.
در این مقاله، دریاچه‌های اصلی به‌طور کلی به ترتیب از شمال به جنوب فهرست شده‌اند و از طریق نام‌های مرتبط می‌توان به مقالات دقیق‌تر در مورد هر دریاچه دسترسی داشت.

## زمین‌شناسی
دریاچه مالاوی و دریاچه تانگانیکا در دره‌های مختلف منطقه گسل شرق آفریقا شکل گرفته‌اند.

## بوم‌شناسی
در آب‌های ساکن دریاچه کیوو چهره دیگری را پنهان می‌کنند: میلیاردها متر مکعب گاز متان قابل اشتعال و گازهای آتشفشانی که در نتیجه فعالیت‌های آتشفشانی تراوش می‌شود، در آب این دریاچه حل شده‌است.»

## دریاچه‌های دره گسل اتیوپی

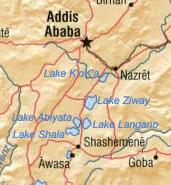

دریاچه‌های دره گسل اتیوپی شمالی‌ترین دریاچه‌های دره گسل آفریقا هستند. در مرکز اتیوپی، شکاف اصلی اتیوپی، که به نام دره گسل بزرگ نیز شناخته می‌شود، ارتفاعات اتیوپی را به دو نیمه شمالی و جنوبی تقسیم می‌کند و دریاچه‌های دره گسل اتیوپی کف دره، شکاف بین دو ارتفاعات را اشغال می‌کنند. بیشتر دریاچه‌های دره گسل اتیوپی مسیر خروجی ندارند و آب بیشتر آنها قلیایی است. اگرچه دریاچه‌های دره گسل اتیوپی از اهمیت زیادی برای اقتصاد اتیوپی برخوردار هستند و همچنین برای بقای مردم محلی ضروری هستند، اما تا همین اواخر هیچ مطالعه آبگیرشناسی (لیمنولوژیکی) جامع و گسترده‌ای در مورد این دریاچه‌ها انجام نشده بود.
عمده آنها عبارتند از:
- دریاچه آبایا: وسعت ۱٬۱۶۲ کیلومتر مربع (۴۴۹ مایل مربع)، ارتفاع ۱٬۲۸۵ متر (۴٬۲۱۶ فوت)، حداکثر عمق ۱۳٫۱ متر (۴۳ فوت)، بزرگترین دریاچه دره گسل اتیوپی از نظر مساحت
- دریاچه چامو: وسعت ۵۵۱ کیلومتر مربع (۲۱۳ مایل مربع)، ارتفاع ۱٬۲۳۵ متر (۴٬۰۵۲ فوت)، حداکثر عمق ۱۴ متر (۴۶ فوت)
- دریاچه زوای یا دامبال: وسعت ۴۸۵ کیلومتر مربع (۱۸۷ مایل مربع)، ارتفاع ۱٬۶۳۶ متر (۵٬۳۶۷ فوت)، حداکثر عمق ۸٫۹ متر (۲۹ فوت)
- دریاچه شالا: وسعت ۳۲۹ کیلومتر مربع (۱۲۷ مایل مربع)، ارتفاع ۱٬۵۵۸ متر (۵٬۱۱۲ فوت)، حداکثر عمق ۲۶۶ متر (۸۷۳ فوت)، عمیق‌ترین دریاچه دره گسل اتیوپی و بزرگترین دریاچه از نظر حجم آب.
- مخزن کوکا: وسعت ۲۵۰ کیلومتر مربع (۹۷ مایل مربع)، ارتفاع ۱٬۵۹۰ متر (۵٬۲۲۰ فوت)، حداکثر عمق ذکر نشده‌است
- دریاچه لانگانو: وسعت ۲۳۰ کیلومتر مربع (۸۹ مایل مربع)، ارتفاع ۱٬۵۸۵ متر (۵٬۲۰۰ فوت)، حداکثر عمق ۴۶ متر (۱۵۱ فوت)
- دریاچه آبیجاتا: وسعت ۲۰۵ کیلومتر مربع (۷۹ مایل مربع)، ارتفاع ۱٬۵۷۳ متر (۵٬۱۶۱ فوت)، حداکثر عمق ۱۴ متر (۴۶ فوت)
- دریاچه آواسا: وسعت ۱۲۹ کیلومتر مربع (۵۰ مایل مربع)، ارتفاع ۱٬۷۰۸ متر (۵٬۶۰۴ فوت)، حداکثر عمق ۱۰ متر (۳۳ فوت)

دریاچه تانا، سرچشمه نیل آبی، در ارتفاعات اتیوپی و در شمال دره ریفت (گسل) قرار دارد. با این حال، یک دریاچه دره کافتی نیست.

## دریاچه‌های دره گسل شرقی

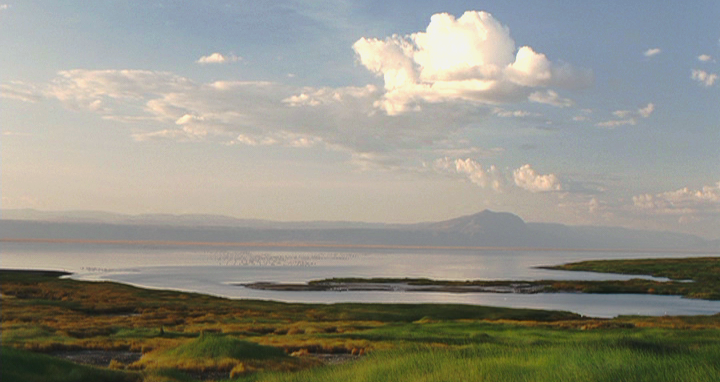
دریاچه ناترون

در جنوب ارتفاعات اتیوپی، دره گسل به دو ناو بزرگ تقسیم می‌شود. ریفت (گسل) شرقی خانه دریاچه‌های دره ریفت کنیا است، در حالی که بیشتر دریاچه‌های دره ریفت (گسل) آفریقای مرکزی در ریفت غربی واقع شده‌اند. این منطقه شامل گسل گرگوری در کنیا و تانزانیا است.

### کنیا
بخش کنیایی دره ریفت (گسل) دارای هشت دریاچه است که سه دریاچه آب شیرین و بقیه قلیایی هستند. از دریاچه‌های قلیایی، دریاچه‌های کم‌عمق تر در دره ریفت شرقی، دارای نمک متبلور شده و سواحل سفید هستند و به خاطر دسته‌های بزرگ فلامینگو که از سخت پوستان تغذیه می‌کنند، معروف هستند.
- دریاچه بارینگو: دومین دریاچه بزرگ دره ریفت کنیا.
  - ۱۳۰ کیلومتر مربع (۵۰ مایل مربع)، ارتفاع ۹۷۰ متر (۳٬۱۸۰ فوت)، آب شیرین
- دریاچه بوگوریا: دریاچه کم عمق سودا، حفاظت شده ملی.
  - ۳۴ کیلومتر مربع (۱۳ مایل مربع)، ارتفاع ۹۹۰ متر (۳٬۲۵۰ فوت)
- دریاچه المنتیتا: دریاچه کم عمق قلیایی.
- دریاچه لوگیپی: دریاچه ای کم عمق با آب گرم در دره سوگوتا در جنوب دریاچه تورکانا. سابقاً دریاچه سوگوتا
- دریاچه ماگادی: دریاچه کم عمق قلیایی در نزدیکی مرز جنوبی با تانزانیا.
- دریاچه نایواشا:
  - ۱۶۰ کیلومتر مربع (۶۲ مایل مربع) اگرچه با بارندگی تا حدودی تغییر می‌کند، ارتفاع ۱٬۸۹۰ متر (۶٬۲۰۰ فوت)، دریاچه آب شیرین
- دریاچه ناکورو: دریاچه ای کم عمق و قلیایی که از سال ۱۹۶۸ یک پارک ملی بوده‌است.
  - ۴۰ کیلومتر مربع (۱۵ مایل مربع)، ارتفاع ۱٬۷۵۹ متر (۵٬۷۷۱ فوت)
- دریاچه تورکانا: بزرگترین دریاچه کنیا، در مرز کنیا و اتیوپی.
  - ۶٬۴۰۵ کیلومتر مربع (۲٬۴۷۳ مایل مربع)، ارتفاع ۳۶۰ متر (۱٬۱۸۰ فوت)، دریاچه آب شیرین

### تانزانیا
تمام دریاچه‌های این گروه در بخش تانزانیا، قلیایی هستند:
- دریاچه ایاسی: دریاچه کم عمق قلیایی
- دریاچه ماکاتی: دریاچه کم عمق قلیایی
- دریاچه مانیارا: دریاچه کم عمق قلیایی
- دریاچه ناترون: دریاچه کم عمق قلیایی که توسط صندوق جهانی طبیعت به عنوان ناحیه بوم شناختی هالوفیتیک آفریقای شرقی طبقه‌بندی شده‌است.

## دریاچه آلبرتین یا دریاچه‌های غربی دره گسل

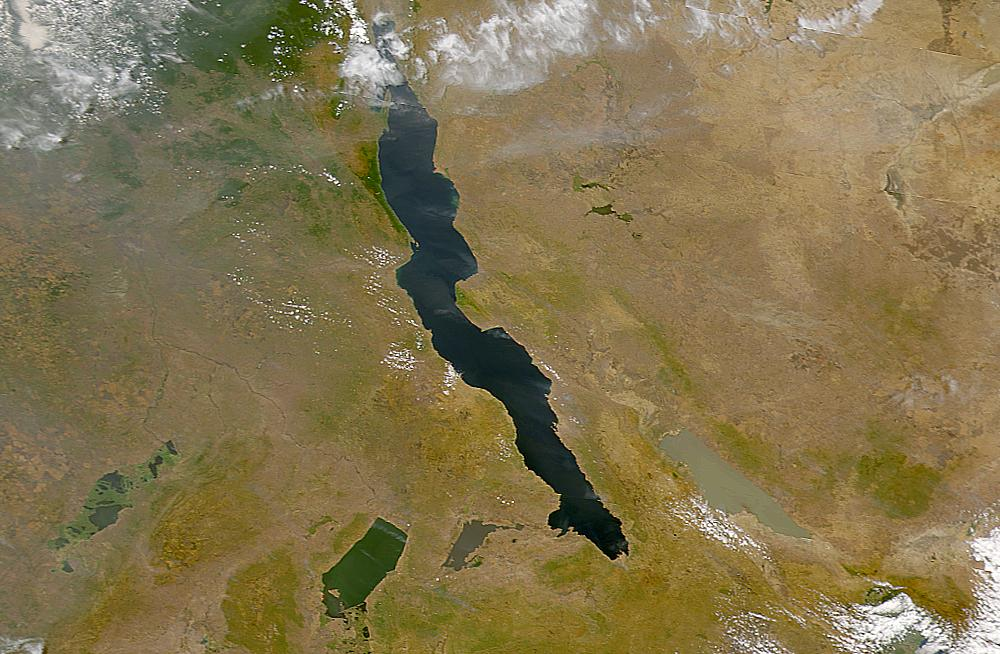
برخی از دریاچه‌های دره گسل. از چپ به راست آنها دریاچه اوپمبا، دریاچه مورو، دریاچه تانگانیکا (بزرگترین) و دریاچه روکوا هستند. این تصویر گوشه جنوب شرقی جمهوری دموکراتیک کنگو، شمال زامبیا و جنوب تانزانیا را در بر می‌گیرد.

دریاچه‌های گسل غربی یا کافت آلبرتین، با دریاچه ویکتوریا، شامل بزرگترین، عمیق‌ترین و قدیمی‌ترین دریاچه‌های دره ریفت (گسل) هستند. از آنها به عنوان دریاچه‌های آفریقای مرکزی نیز یاد می‌شود. دریاچه‌های آلبرت، ویکتوریا و ادوارد بخشی از حوضه رود نیلهستند.
دریاچه ویکتوریا با ارتفاع ۱٬۱۳۴ متر (۳٬۷۲۰ فوت) و مساحت ۶۸٬۸۰۰ کیلومتر مربع (۲۶٬۶۰۰ مایل مربع)، بزرگترین دریاچه آفریقا است. این دریاچه در دره گسل نیست، در عوض داخل یک فرورفتگی بین شکاف‌های شرقی و غربی قرار دارد که در اثر بالا آمدن شکاف‌ها به هر طرف ایجاد شده‌است. دریاچه‌های ویکتوریا، تانگانیکا و مالاوی در مجموع به عنوان دریاچه‌های بزرگ آفریقا شناخته می‌شوند.
دریاچه‌های دره ریفت (کافت) غربی همگی آب شیرین هستند و زیستگاه تعداد خارق‌العاده‌ای از گونه‌ها هستند. تقریباً ۱۵۰۰ گونه ماهی سیچلاید (Cichlidae) در دریاچه‌ها زندگی می‌کنند. در این دریاچه‌ها علاوه بر سیچلایدها، انواع کپورماهیان، گربه ماهی نفس کش، Claroteidae، جیک ماهیان، رنگین ماهیان، مارماهیان خاردار، سوف‌های شیشه ای، شگ ماهیان و سایر خانواده‌های ماهی‌ها یافت می‌شود. آنها همچنین زیستگاه‌های مهمی برای تعدادی از گونه‌های دوزیستان از جمله Amietophrynus kisoloensis , Bufo keringyagae , Cardioglossa cyaneospila و Nectophryne batesii هستند.
- دریاچه آلبرت: ۵٬۳۰۰ کیلومتر مربع (۲٬۰۰۰ مایل مربع)، ارتفاع ۶۱۵ متر (۲٬۰۱۸ فوت) شمالی‌ترین دریاچه در شکاف غربی است.
- دریاچه ادوارد: ۲٬۳۲۵ کیلومتر مربع (۸۹۸ مایل مربع)، ارتفاع ۹۱۲ متر (۲٬۹۹۲ فوت) از شمال به دریاچه آلبرت زهکشی می‌کند
- دریاچه کیوو: ۲٬۲۲۰ کیلومتر مربع (۸۶۰ مایل مربع)، ارتفاع ۱٬۴۶۰ متر (۴٬۷۹۰ فوت) از طریق رودخانه روزیزی به دریاچه تانگانیکا می‌ریزد.
- دریاچه تانگانیکا: ۳۲٬۹۰۰ کیلومتر مربع (۱۲٬۷۰۰ مایل مربع)، ارتفاع ۷۷۳ متر (۲٬۵۳۶ فوت)) بزرگترین و عمیق‌ترین دریاچه دره ریفت (گسل) است (بیش از ۱٬۴۰۰ متر (۴٬۶۰۰ فوت)، و دومین دریاچه آب شیرین عمیق در این سیاره است (پس از دریاچه بایکال).[۱] در عمق تقریباً ۲۰۰ متری، آب آن بدون اکسیژن است و غیر از باکتری‌های بی هوازی، عملاً فاقد حیات است.

## دریاچه‌های دره گسل (ریفت) جنوبی (تانزانیا و مالاوی)
دریاچه‌های دره ریفت جنوبی مانند دریاچه‌های دره ریفت غربی هستند که به جز یک مورد استثنا، همگی دریاچه‌های آب شیرین هستند.
- دریاچه روکوه: حدود ۵٬۶۷۰ کیلومتر مربع (۲٬۱۹۰ مایل مربع) اما کاملاً متغیر در تانزانیا استثنا قلیایی است که در جنوب شرقی تانگانیکا قرار دارد و خروجی ندارد.
- دریاچه مالاوی: ۳۰٬۰۰۰ کیلومتر مربع (۱۲٬۰۰۰ مایل مربع)، ارتفاع ۵۰۰ متر (۱٬۶۰۰ فوت) دومین دریاچه بزرگ و دومین دریاچه عمیق دره ریفت با بیش از ۷۰۰ متر (۲٬۳۰۰ فوت)، توسط رود شایر، شاخه ای از رود زامبیزی، تخلیه می‌شود. همچنین به عنوان دریاچه نیاسا شناخته می‌شود.
- دریاچه مالومبه: ۴۵۰ کیلومتر مربع (۱۷۰ مایل مربع)) بالای رود شایر است.
- دریاچه چیلوا: ۱٬۷۵۰ کیلومتر مربع (۶۸۰ مایل مربع)، ارتفاع ۶۲۲ متر (۲٬۰۴۱ فوت) بدون خروجی و دارای تالاب‌هایی وسیع بوده و جنوبی‌ترین دریاچه دره کافتی است.

## دریاچه‌های دیگر در دره بزرگ گسل
- دریاچه مورو: ۵٬۱۲۰ کیلومتر مربع (۱٬۹۸۰ مایل مربع)[۴] ارتفاع ۹۲۲ متر) بین دریاچه مورو و فرو رفتگی مابین دو گسل لوآپولا قرار دارد که شاخه ای از گسل آلبرتین است.
- دریاچه مورو وانتیپا: ۱٬۵۰۰ کیلومتر مربع (۵۸۰ مایل مربع)، ارتفاع ۹۳۰ متر (۳٬۰۵۰ فوت) یک دریاچه باتلاقی و حوضه بسته بین دریاچه‌های تانگانیکا و مورو که ممکن است در زمان سیل و بارندگی بسیار شدید به دریاچه مورو سرریز است.